# 土卫十五
土卫十五又稱為「亞特剌斯」(S/1980 S 28, Atlas)，是环绕土星运行的一颗內衛星。

## 概述
這顆衛星半长轴約為137,670公里，繞土星公轉週期0.6016947883天，與黃道及土星赤道的軌道傾角為0.003°~0.004°，軌道離心率0.0012。

### 引用
1. ↑  Spitale Jacobson et al. 2006.
2. 1 2 3 4 5  Thomas 2010.